# Pangea.org
Pangea.org o Pangea es una organización sin ánimo de lucro. Dicha organización ayuda a organizaciones y personas que trabajan para el avance social, desde más de dos décadas. Trabaja en facilitar la comunicación mediante el uso de las tecnologías de la información y la comunicación (TIC) como el correo electrónico, las webs, el software libre y otros servicios de Internet. Aunque trabaja con la Asociación para el Progreso de las Comunicaciones en proyectos internacionales, su actividad está enfocada en Europa / España / Cataluña (Conecta localmente, piensa globalmente).
Esta organización comenzó en 1993 con el objetivo de facilitar la comunicación y diseminación de información electrónica antes de la aparición de Internet fuera del mundo académico. Era la época de los módems, emuladores de terminal, correo, conferencias, redes de datos. Después, Pangea ha ofrecido, promovido, proporcionado formación en el uso de Internet, Linux, software libre, páginas web y aplicaciones a organizaciones de la sociedad civil, movimientos sociales y organizaciones sin ánimo de lucro.
Pangea es un proveedor de servicios de Internet sin ánimo de lucro para las ONG, asociaciones, entidades y personas en general que forman parte de los movimientos sociales. Los servicios principales son alojamiento de webs, correo, listas, gestión y alojamiento de dominios DNS, bases de datos, servidores virtuales.
Además Pangea también promueve el pensamiento crítico sobre el uso, desarrollo, participación y políticas de Internet y la Sociedad de la Información en general, así como publicaciones sobre el estado de la Internet. Las actividades y servicios de Pangea se auto-financian por los socios.
Algunos de los programas más activos en Pangea son: el de mujeres, software libre, formación, reutilización de ordenadores, redes comunitarias. También se ofrecen bases de datos de ONG en España, así como agendas de eventos relacionados con los movimientos sociales.